# Толине (Бреша)
Толине је насеље у Италији у округу Бреша, региону Ломбардија.
Према процени из 2011. у насељу је живело 255 становника. Насеље се налази на надморској висини од 203 м.